# L'Huisserie
L'Huisserie is een gemeente in het Franse departement Mayenne (regio Pays de la Loire). De gemeente telde 4.554 inwoners op 1 januari 2022. De plaats maakt deel uit van het arrondissement Laval.

## Geografie
De oppervlakte van L'Huisserie bedroeg op 1 januari 2022 14,72 vierkante kilometer; de bevolkingsdichtheid was toen 309,4 inwoners per km².
De onderstaande kaart toont de ligging van L'Huisserie met de belangrijkste infrastructuur en aangrenzende gemeenten.

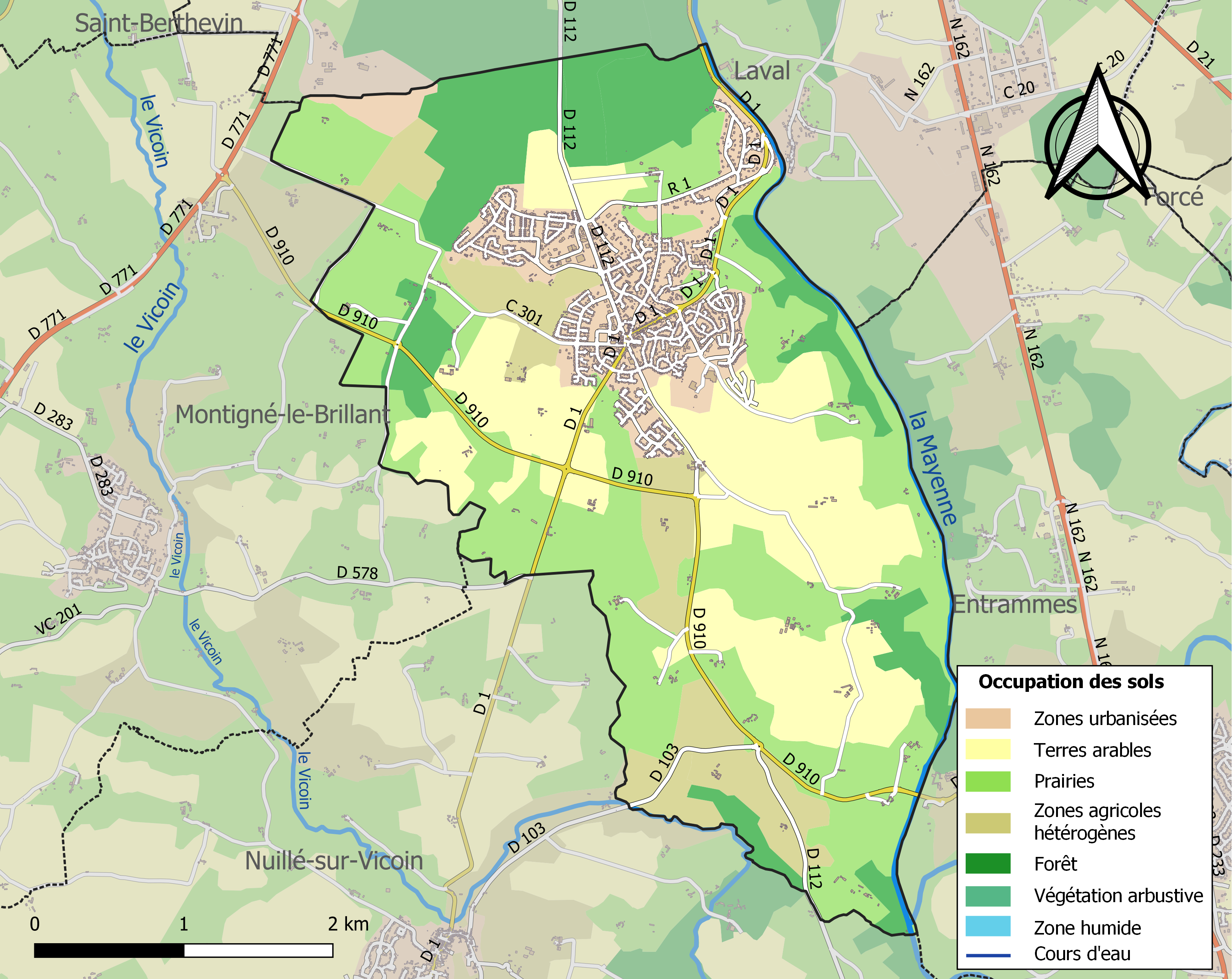

## Demografie
Onderstaande figuur toont het verloop van het inwonertal (bron: INSEE-tellingen).